# Társadalmi struktúra
Társadalmi struktúra (vagy ahogy még említeni szokták: társadalmi rend, társadalmi rendszer) egy olyan rendszer, amelyben emberek különböző személyes kapcsolatokkal kialakult mintázatok alapján társadalomba szerveződnek.
A társadalmi struktúra egy elv, amellyel funkciók, jelentések és célok alapján csoportosítható a társadalom. A család, a vallás, a jog, a gazdaság, és a csoport mind társadalmi struktúrák, amelyeket a társadalmi rétegződés ír le egy olyan elv alapján, hogy minden társadalom rétegekre bomlik társadalmi különbözőségek szerint, mint például rassz, osztály, nem.
A társadalmi struktúra a társadalom működésének szükségletei szerint formálódik különböző nagy csoportokból, úgy is mint foglalkoztatottak, vezetők, tudósok, katonák stb., illetve ezen csoportok közötti konfliktusokból (például pártok versengése, vagy az elit és a tömegek versengése.)
A társadalmi struktúrát a gazdasági rendszer, a jogrendszer, a politikai rendszer és a kultúra tölti fel tartalommal.

## Társadalmi rend és fenntarthatóság
A klímaváltozás globális, nemzeti és helyi szinten is befolyásolhatja az adott társadalmi struktúra fenntartásának feltételeit.